# Producció virtual
La Producció virtual (VP) és un terme ampli que fa referència a un espectre de producció, visualització i mètodes cinematogràfics assistits per ordinadors. La Moving Picture Company ho defineix com la combinació de realitat virtual i realitat augmentada, amb CGI i tecnologies game-engine que permeten a l'equip de producció veure com es desenvolupen les seves escenes a mesura que es componen i es capturen al plató, simultàniament. Ofereix un servei de previsualització a temps real d'efectes visuals en càmera sense sortir del mateix set de gravació, de manera que es poden evitar a temps molts inconvenients que posteriorment recauen en la postproducció, fent-la molt més lenta i costosa.

## Orígens
La tecnologia que utilitzen aquest efectes especials es basa principalment en la retroprojecció que es feia servir durant els anys 30 i 40 del segle XX en la que l'actor se situava davant una pantalla en la qual tenien lloc els successos o els moviments que es volia que tinguessin lloc. Solia ser molt utilitzat en plans en els que el protagonista estava conduint un cotxe i, per tant, s'havia de simular d'alguna manera el moviment de la carretera per la que estava passant, o fins i tot fer que la pantalla simuli el cel o un ambient que no es fàcilment reproduïble sense aquest recurs de la pantalla.
No obstant, el principi del efectes especials es remunta fins als inicis del cinema, al voltant de 1895, amb el cineasta francès Georges Méliès, que gràcies a la seva experiència anterior com a mag, va incorporar trucs visuals al cinema, de manera totalment innovadora.
Algunes de les tècniques precursores varen ser les següents:
1. Matte Painting: aquesta tècnica consisteix en pintar un fons o un escenari en una pantalla de vidre que després es combina amb elements reals i tangibles, a més dels actors que interpreten l'escena.[4]
2. Retroprojecció i projecció frontal: com ja hem comentat anteriorment, la tècnica de la retroprojecció, i també la tècnica de la projecció frontal, consistia en col·locar una pantalla blanca de projecció darrera de l'actor de l'escena en qüestió. Tot seguit, amb un projector es projectava el fons o el decorat que es volia utitlizar per a aquesta escena i que era massa car o complicat muntar-lo de manera física o aconseguir la localització desitjada de la manera desitjada. És una de les tècniques més utilitzades fins avui, però no s'utilitza mai per sí sola ja que té moltes limitacions pel que fa als moviments de càmera i a la perspectiva.[4]
3. Càmera virtual i captura de moviment: aquestes tecnologies permeten capturar el moviment dels actors per substituir-lo posteriorment per personatges virtuals. D'altra banda, s'enregistra el moviment de la càmara al plató, que el fons del qual després es substituirà per escenaris virtuals.[4]
4. Cromakey: és un efecte visual que s'obté una imatge a partir de la superposició de dues imatges, la primera d'elles suprimeix un color per crear transparència per a que la segona imatge sí que sigui visible i pugui mostrar el fons desitjat.[4]
5. Renderitzat en temps real: està format per imatges o animacions emeses a una velocitat molt elevada que després és imperceptible per l'espectador final.[5] S'utilitza molt en la visualització arquitectònica ja que permet editar un disseny i veure els canvis i actualitzacions al moment i en alta qualitat alhora que produir animacions i panoràmiques en minuts.[6]

## Beneficis
Segons Unreal Engine, la producció virtual a temps real soluciona els inconvenients d'optimització de recursos i de temps que presenta la producció tradicional aportant els següents beneficis:
- Encoratja un procés iteratiu més col·laboratiu i no lineal.

- Potencia els cineastes (inclosos els caps de departament) per iterar detalls visuals en el moment de forma col·laborativa.
- Comença la iteració del mitjà molt abans al calendari de producció.
- Pot produir alta qualitat d'imatges des del primer moment.
- Fa que els recursos siguin compatibles i utilitzables através de la previsualització de resultats finals.

Amb un motor en temps real, es poden obtenir imatges d'alta qualitat des del primer moment. Sent a temps real, la iteració i experimentació es simplifiquen, son eficients i àgils; el procés se sent més connectat i col·laboratiu; les decisions creatives sobre els plans i les seqüències es poden resoldre molt abans de la producció, quan la totalitat l'equip està present i no es deixa a l'últim moment en mans de la postproducció, quan l'equip ja s'ha dissolt per la posterioritat respecte el rodatge.

## Tipus de produccions virtuals

### Visualització
La visualització és probablement el cas d'ús de la producció virtual amb el què la majoria de cineastes estan més familiaritzats. Podem definir la visualització com a prototip d’imatges creades per transmetre la intenció creativa d’un pla o seqüència. La visualització pot adoptar la forma de
pitchvis, previs, exploració virtual, techvis, stuntvis i postvis.

### Performance Capture
La captura de moviment és el procés d’enregistrament dels moviments d’objectes o actors i la utilització d'aquestes dades per animar models digitals. Quan inclou la cara de l’actor i expressions més subtils, sovint s’anomena performance capture.
La performance capture es pot aconseguir en un set tradicional on se superposen els personatges virtuals per sobre de l'acció en directe a temps real. La càmera virtual se sincronitza amb els moviments que captura la càmera real al món físic.

### Producció virtual híbrida
La producció virtual híbrida és l’ús del seguiment de la càmera per a una pantalla verda de composició cinematogràfica (Chroma Key) amb elements CG. Es crea una previsualització en directe pel director de fotografia i l'operador de càmera, i completat en postproducció, o bé està pensat com a píxel final a la càmera. (Producció virtual híbrida a temps real/ producció virtual híbrida post-produïda)
Aquest tipus de producció virtual s'ha utilitzat durant un temps per a la transmissió en directe, especialment en esports, però també ha proliferat a la producció de llargmetratges. Els dos primaris de la producció virtual híbrida són en temps real i postproducció.

### Pantalla de LED en viu
Es tracta de l'ús de la sortida d'imatges de motors en temps real a una paret LED en viu en combinació amb el seguiment de la càmera per produir imatges compostes finals, completament a la càmera.